# Дедино (озеро)
Дедино (или Залесье Первое) — небольшое озеро в Себежском районе Псковской области (на территории городского поселения Сосновый Бор). Является истоком реки Исса.
Площадь — 0,54 км², максимальная глубина — 5,5 м, средняя глубина — 3,4 м. Озеро является котловиной ледникового происхождения и находится на высоте 118,8 метров над уровнем моря.
Через реку Исса соединяется с рекой Великая.
Плотвично-окуневый тип озера. Массовые виды рыб: щука, плотва, окунь, красноперка, линь, карась, ерш, язь, налим, вьюн; раки встречались до 1969 года.